# Lucio Venuleyo Montano Aproniano
Lucio Venuleyo Montano Aproniano (en latín: Lucius Venuleius Montanus Apronianus) fue un senador romano que vivió durante finales del siglo I y principios del siglo II, y desarrolló su cursus honorum bajo los emperadores Vespasiano, Tito, y Domiciano. 

## Origen y familia
Los Venuleii eran, en palabras de Ronald Syme, "una familia eminente y opulenta en Pisae. Syme especuló que el padre de Aproniano podría haber sido Lucio Montano, procónsul de Bitinia y Ponto en los primeros años del reinado de Nerón; su especulación fue confirmada por la comprensión adecuada de un conjunto de inscripciones de Pisa, que proporcionaron el nombre del padre de Aproniano como Montano, y el nombre de su madre como Letila.

## Carrera
Como Aproniano fue aceptado por los Hermanos Arvales en el año 80, lo hace único en su generación en ser miembro conocido de ese sacerdocio cuyo padre fue senador.
En un artículo publicado en 1968, Syme sugirió que podría ser identificado como el Montano, por lo demás desconocido, a quien Plinio el Joven escribió dos cartas quejándose de una inscripción creada por el Senado alabando a Palas, el liberto de Claudio, a quien ambos detestaban.
Aproniano puede ser el procónsul de Acaya de 89/90, atestiguado en una inscripción donde se perdió el nombre y, según las Acta Arvalia, estuvo ausente de sus ceremonias desde junio de 90 a noviembre de 91. También puede haber sido admitido mediante una adlectio en el  patriciado por Vespasiano. Fue cónsul sufecto para el nundinium de enero a abril de 92 junto con Quinto Volusio Saturnino, reemplazando al emperador Domiciano.

## Matrimonio y posible descendencia
Contrajo matrimonio con una mujer de nombre Celerina, pero se desconoce si tuvieron hijos, y, aunque Syme creía que Lucio Venuleyo Aproniano Octavio Prisco, cónsul en 123, era posiblemente su hijo, Schied ha demostrado que esto no es probable.